# هراند ماداتیان
هراند روبرتی ماداتیان (ارمنی: Հրանտ Ռոբերտի Մադաթյան؛ زادهٔ ۲۴ مهٔ ۱۹۶۴) یک کشاورز و سیاستمدار اهل ارمنستان است که از تاریخ ۲۰۰۷ تا تاریخ ۲۰۱۲ سمت نمایندگی دوره چهارم مجلس ملی جمهوری ارمنستان و بار دیگر از تاریخ ۲۰۱۷ تا تاریخ ۲۰۲۱ سمت نمایندگی دوره‌های ششم و هفتم مجلس ملی جمهوری ارمنستان را برعهده داشت.

## زندگی‌نامه
در ۲۴ مهٔ ۱۹۶۴ در تسوواگیوغ به دنیا آمد و از دانشگاه ملی علوم کشاورزی ارمنستان فارغ‌التحصیل گشت.  .